# Zápas na Letních olympijských hrách 2016 – muži, řecko-římský do 85 kg
Zápasy v řecko-římském (klasickém) stylu na Letních olympijských hrách v Riu v kategorii středních vah mužů proběhnou v hale Carioca Arena 2 v přilehlé části Ria de Janeira v Barra da Tijuca 15. srpna 2016.

## Finále
| finále           |                  |
| ---------------- | ---------------- |
| Žan Beleňuk      | Davit Čakvetadze |
| Davit Čakvetadze | Davit Čakvetadze |

## Opravy / O bronz
Do oprav se dostali klasici, kteří během turnaje v pavouku prohráli svůj zápas s jedním ze dvou finalistů.
| opravy             | opravy             | o bronz          |                 |
| ------------------ | ------------------ | ---------------- | --------------- |
| volný los          | Ahmed Saad         | Nikolaj Bajrakov | Džavid Gamzatov |
| volný los          | Ahmed Saad         | Nikolaj Bajrakov | Džavid Gamzatov |
|                    | Nikolaj Bajrakov   | Nikolaj Bajrakov | Džavid Gamzatov |
|                    |                    | Džavid Gamzatov  | Džavid Gamzatov |
| Habíballáh Achláqí | Habíballáh Achláqí | Denis Kudla      | Denis Kudla     |
| Sáman Tahmasibí    | Habíballáh Achláqí | Denis Kudla      | Denis Kudla     |
|                    | Denis Kudla        | Denis Kudla      | Denis Kudla     |
|                    |                    | Viktor Lőrincz   | Denis Kudla     |

## Pavouk
|   | 1/32                | 1/16                | čtvrtfinále      | semifinále       | finále           |
| - | ------------------- | ------------------- | ---------------- | ---------------- | ---------------- |
| A | volný los           | Žan Beleňuk         | Žan Beleňuk      | Žan Beleňuk      | Žan Beleňuk      |
| A | volný los           | Žan Beleňuk         | Žan Beleňuk      | Žan Beleňuk      | Žan Beleňuk      |
| A | volný los           | Ahmed Saad          | Žan Beleňuk      | Žan Beleňuk      | Žan Beleňuk      |
| A | volný los           | Ahmed Saad          | Žan Beleňuk      | Žan Beleňuk      | Žan Beleňuk      |
| A | volný los           | Adem Boudjemline    | Nikolaj Bajrakov | Žan Beleňuk      | Žan Beleňuk      |
| A | volný los           | Adem Boudjemline    | Nikolaj Bajrakov | Žan Beleňuk      | Žan Beleňuk      |
| A | volný los           | Nikolaj Bajrakov    | Nikolaj Bajrakov | Žan Beleňuk      | Žan Beleňuk      |
| A | volný los           | Nikolaj Bajrakov    | Nikolaj Bajrakov | Žan Beleňuk      | Žan Beleňuk      |
| B | volný los           | Rami Hietaniemi     | Amer Hrustanović | Džavid Gamzatov  | Žan Beleňuk      |
| B | volný los           | Rami Hietaniemi     | Amer Hrustanović | Džavid Gamzatov  | Žan Beleňuk      |
| B | volný los           | Amer Hrustanović    | Amer Hrustanović | Džavid Gamzatov  | Žan Beleňuk      |
| B | volný los           | Amer Hrustanović    | Amer Hrustanović | Džavid Gamzatov  | Žan Beleňuk      |
| B | volný los           | Džavid Gamzatov     | Džavid Gamzatov  | Džavid Gamzatov  | Žan Beleňuk      |
| B | volný los           | Džavid Gamzatov     | Džavid Gamzatov  | Džavid Gamzatov  | Žan Beleňuk      |
| B | volný los           | Pcheng Fej          | Džavid Gamzatov  | Džavid Gamzatov  | Žan Beleňuk      |
| B | volný los           | Pcheng Fej          | Džavid Gamzatov  | Džavid Gamzatov  | Žan Beleňuk      |
| C | volný los           | Rustam Asakalov     | Rustam Asakalov  | Viktor Lőrincz   | Davit Čakvetadze |
| C | volný los           | Rustam Asakalov     | Rustam Asakalov  | Viktor Lőrincz   | Davit Čakvetadze |
| C | volný los           | Ben Provisor        | Rustam Asakalov  | Viktor Lőrincz   | Davit Čakvetadze |
| C | volný los           | Ben Provisor        | Rustam Asakalov  | Viktor Lőrincz   | Davit Čakvetadze |
| C | volný los           | Ravinder Khatri     | Viktor Lőrincz   | Viktor Lőrincz   | Davit Čakvetadze |
| C | volný los           | Ravinder Khatri     | Viktor Lőrincz   | Viktor Lőrincz   | Davit Čakvetadze |
| C | Maksim Manukjan     | Viktor Lőrincz      | Viktor Lőrincz   | Viktor Lőrincz   | Davit Čakvetadze |
| C | Viktor Lőrincz      | Viktor Lőrincz      | Viktor Lőrincz   | Viktor Lőrincz   | Davit Čakvetadze |
| D | Davit Čakvetadze    | Davit Čakvetadze    | Davit Čakvetadze | Davit Čakvetadze | Davit Čakvetadze |
| D | Sáman Tahmasibí     | Davit Čakvetadze    | Davit Čakvetadze | Davit Čakvetadze | Davit Čakvetadze |
| D | Habíballáh Achláqí  | Habíballáh Achláqí  | Davit Čakvetadze | Davit Čakvetadze | Davit Čakvetadze |
| D | Zakarias Berg       | Habíballáh Achláqí  | Davit Čakvetadze | Davit Čakvetadze | Davit Čakvetadze |
| D | Denis Kudla         | Denis Kudla         | Denis Kudla      | Davit Čakvetadze | Davit Čakvetadze |
| D | Džanarbek Kendžejev | Denis Kudla         | Denis Kudla      | Davit Čakvetadze | Davit Čakvetadze |
| D | Robert Koblijašvili | Robert Koblijašvili | Denis Kudla      | Davit Čakvetadze | Davit Čakvetadze |
| D | Alfonso Leyva       | Robert Koblijašvili | Denis Kudla      | Davit Čakvetadze | Davit Čakvetadze |